# Кацо
Кацо́, каджуо́ (монг. Каджүө) — монгольский этнос, проживающий на территории провинции Юньнань КНР. Также известны как юньнаньские монголы. Являются потомками воинов армии Юань, вторгшейся в Южный Китай в эпоху Монгольской империи.

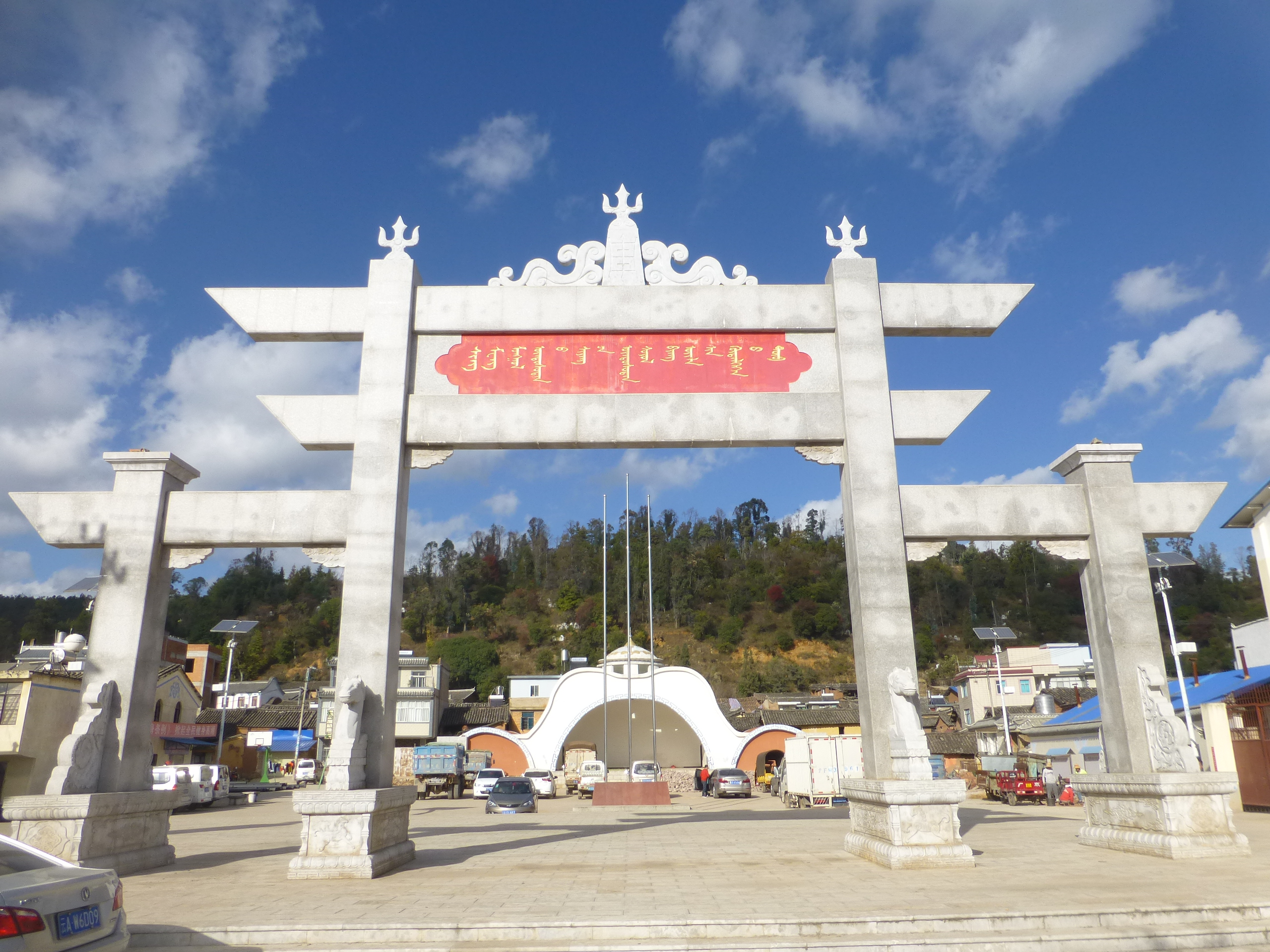
Главная площадь Синмэн-Монгольской национальной волости в уезде Тунхай

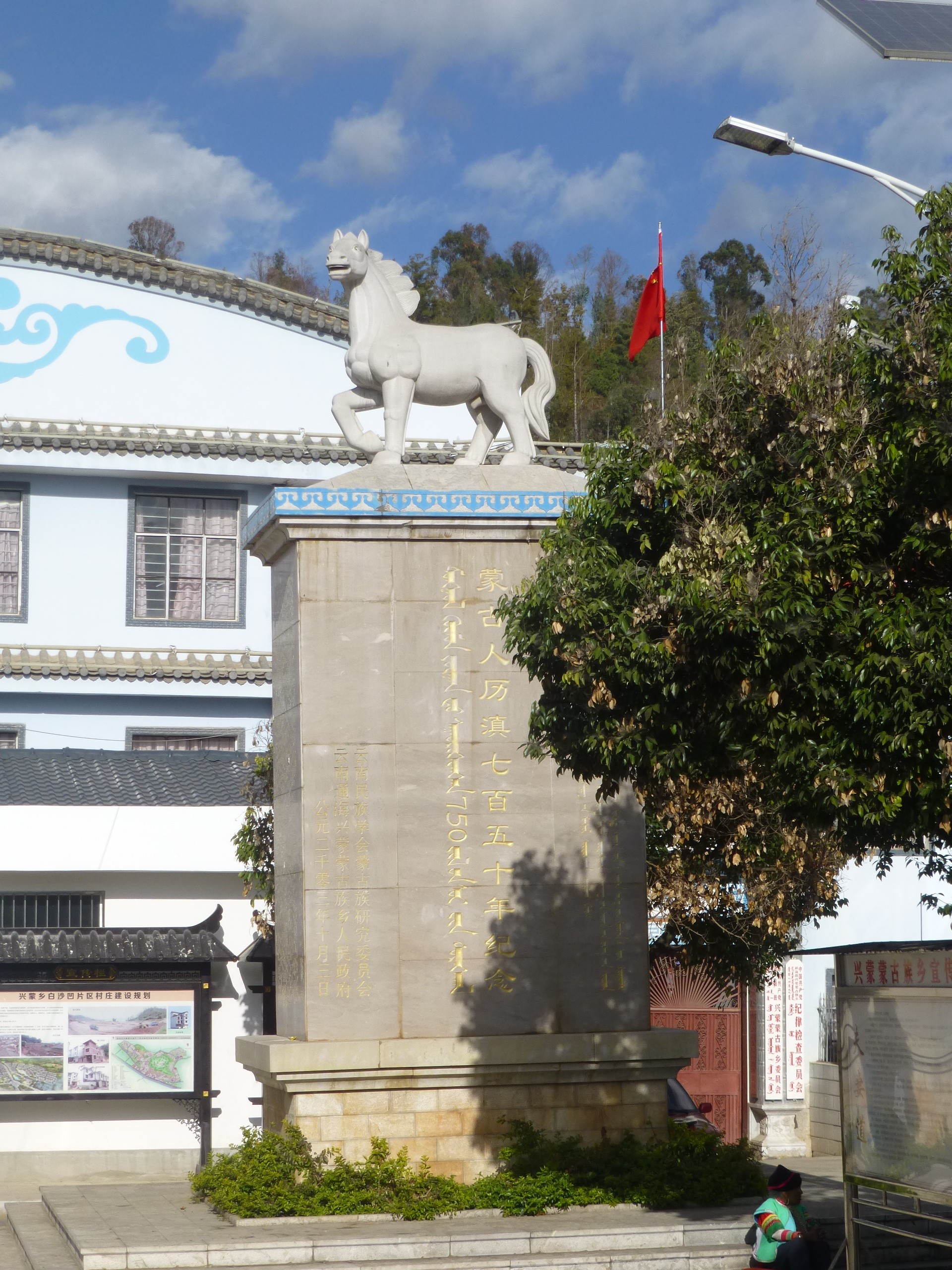
Памятник в Синмэн-Монгольской национальной волости, посвященный 750-летию истории Юньнаньских монголов

## История
Ранее территория проживания народа кацо была занята байскими государствами Наньчжао и Дали. В 1253 году по приказу Мунке хана Монгольской Империи генерал Хубилай и его армия вторглись в Юньнань. А после создании династии Юань монгольские чиновники и гвардейцы остались на этих землях уже по приказу Хубилай хана в 1273 году. Юньнань и Хунань были основными базами для монгольских военных операций в Индокитай.
В 1381 году сюда переселяется часть монгольских солдат и чиновников, служивших в армии династии Мин. Кроме этого в XX веке беженцы-монголы пришли в город Куньмин, ища спасение от войны с Японией в 1940-х годах. Часть монголов прибыла сюда уже после создания КНР. Это были в основном люди, которые трудились на госслужбе и служили в армии.

## Культура
Кацо сохранили монгольское самосознание и до сих пор почитают великих монгольских ханов Чингисхана, Мунке и Хубилая. Кацо называют их «Три Богдо». В Юньнани установлены памятники, посвящённые трём великим правителям.
Отмечается, что женское платье кацо напоминает форму средневековых монгольских солдат.
В начале 1980-х годов деревенские старейшины кацо отправили делегацию во Внутреннюю Монголию, чтобы узнать о монгольской культуре. Они переняли обычаи, характерные монголам на севере. Например, борьба стала их любимым видом спорта, после того как они увидели, насколько популярна она у монголов.

## Язык
В настоящее время юньнаньские монголы говорят на языке кацо. Язык кацо входит в число лолойских языков лоло-бирманской ветви тибето-бирманской подсемьи сино-тибетской семьи языков. Отмечается, что в языке кацо до сих пор сохранились монгольские слова.

## Расселение
В настоящее время кацо проживают на территории Синмэн-Монгольской национальной волости уезда Тунхай городского округа Юйси провинции Юньнань.
Также юньнаньские монголы проживают в городах Куньмин, Цюйцзин, Чжаотун, Пуэр, Вэньшань-Чжуан-Мяоском автономном округе и Хунхэ-Хани-Ийском автономном округе.
На территории Синмэн-Монгольской национальной волости проживают 5600 монголов. 98% населения этого района составляют монголы. Их предками были генералы Ал-Төмөр, Зандан и их солдаты.
Монголы, проживающие в уезде Вэншань Вэньшань-Чжуан-Мяоского автономного округа, являются потомками генералов Ал-Төмөра, Зандана и Худагтутөмөра. О себе они говорят, что пришли из Гоби. Здесь проживают 6400 монголов.
Монголы, проживающие в уезде Хунхэ Хунхэ-Хани-Ийского автономного округа, являются потомками Дэлгэрэнгүй ёст вана или князя Дэлгэрэнгүй ёста. Здесь живут 1200 монголов.
Численность юньнаньских монголов оценивается в пределах 28 — 60 тыс. человек.